# Rudzienko Pierwsze
Rudzienko Pierwsze – nieoficjalna część wsi Rudzienko, w Polsce, w województwie lubelskim, w powiecie lubartowskim, w gminie Michów, w sołectwie Rudzienko część I.
Miejscowość nie figuruje w systemie TERYT; zapisano jej nazwę w PRNG na podstawie mapy. Statut dla tego obiektu geograficznego to niestandaryzowana część wsi Rudzienko.
W latach 1975–1998 miejscowość administracyjnie należała do województwa lubelskiego.